# Vigsel

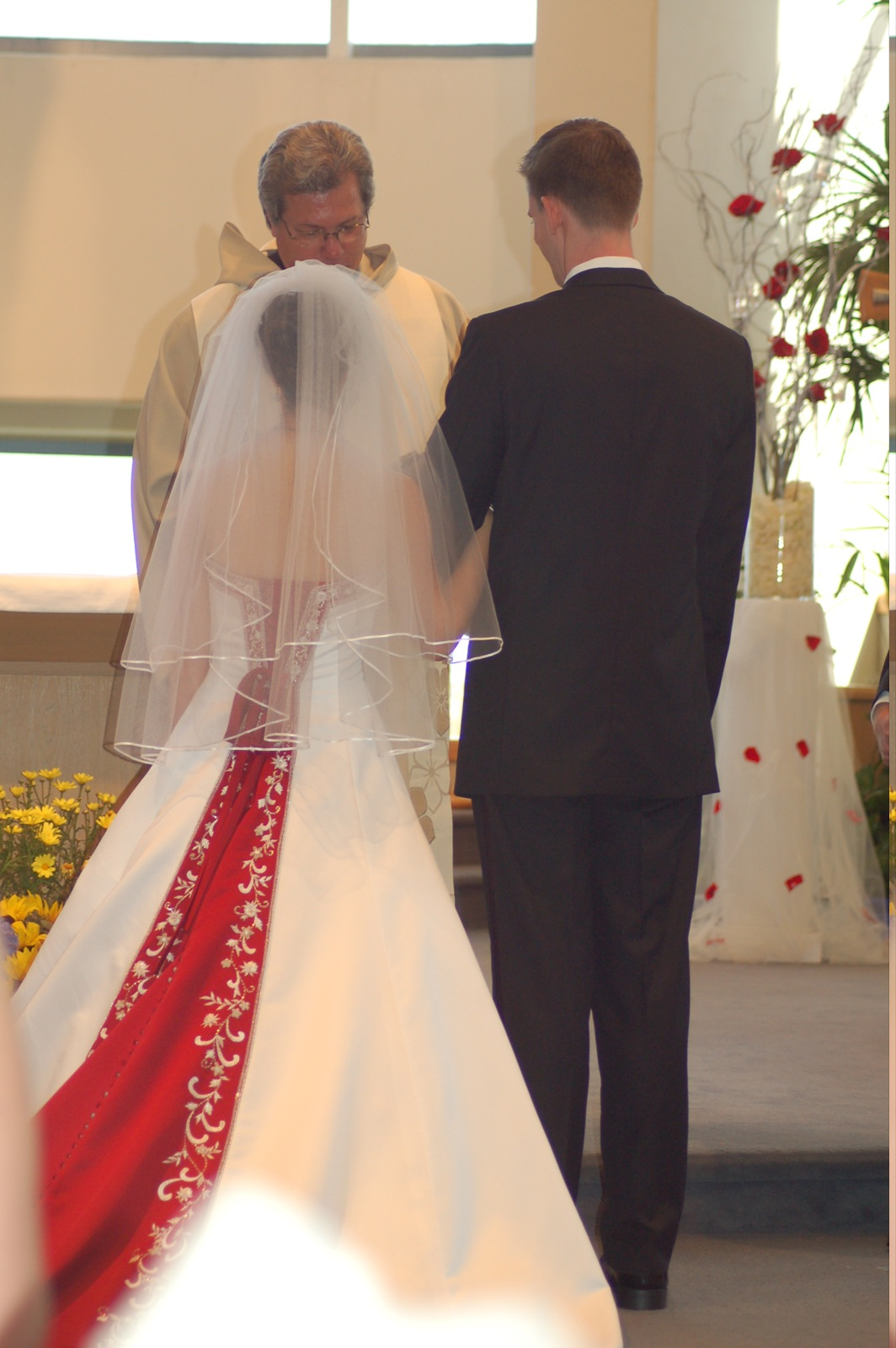
Kyrklig vigsel.

Vigsel är den handling genom vilken ett juridiskt giltigt äktenskap ingås. I Sverige kan det ske inför religiös eller borgerlig myndighet. Ordet vigsel har ursprungligen en religiös betydelse och innebar att äktenskapet helgades genom kyrkans välsignelse.

## Vigsel i Sverige

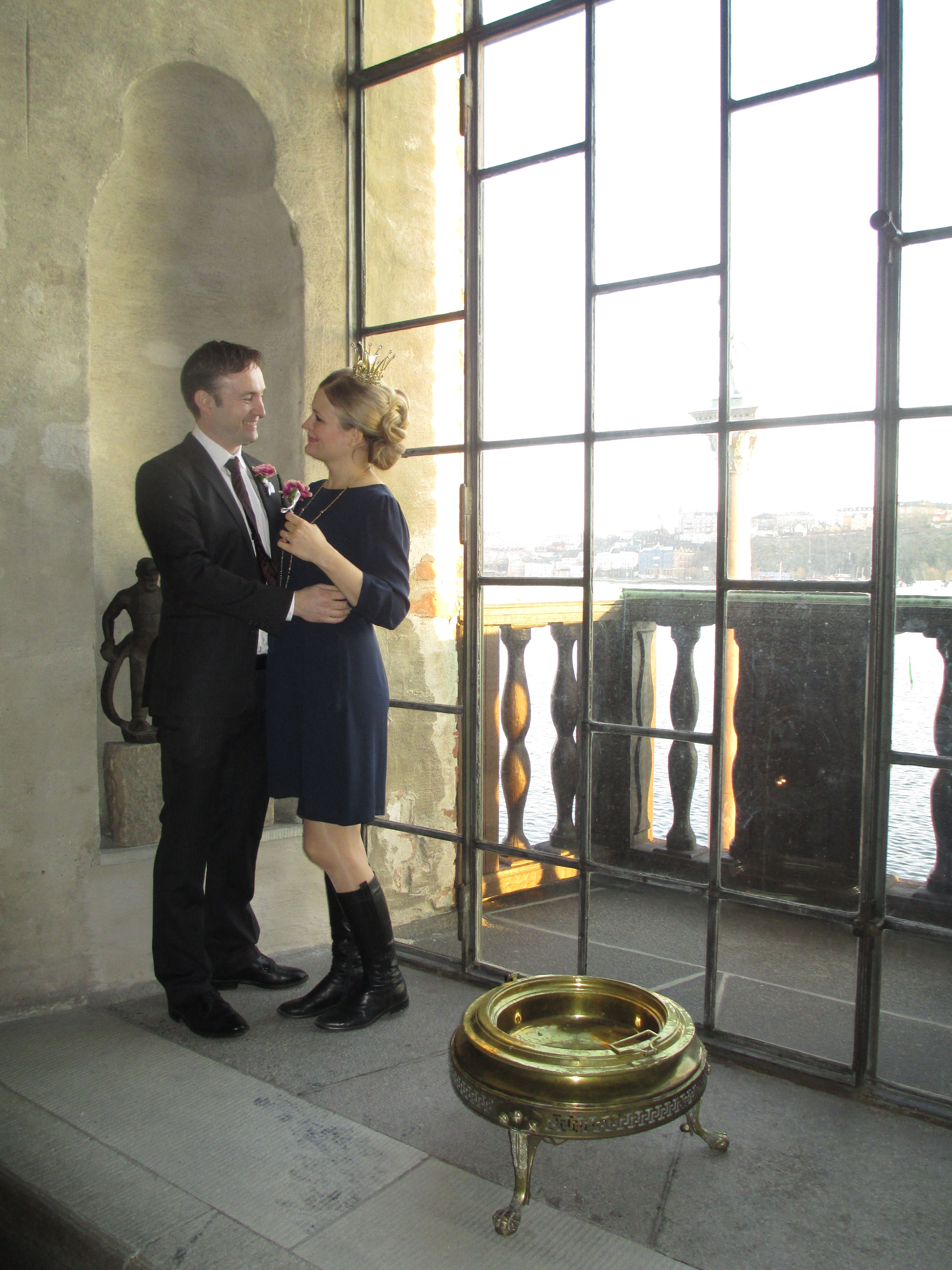
Nyvigt par i tornet på Stockholms stadshus 2016.

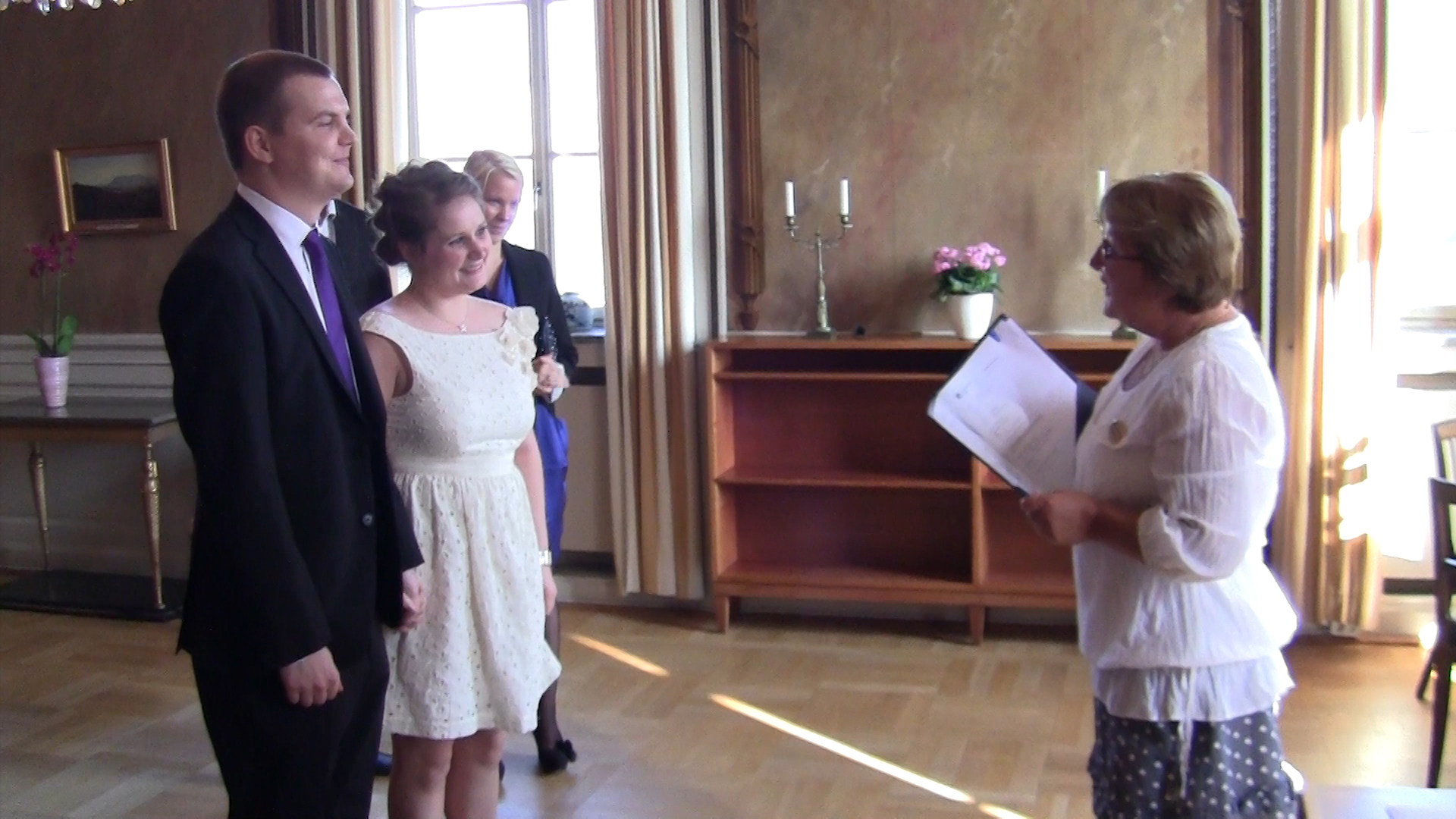
Borgerlig vigsel i Rådhuset i Göteborg.

En vigsel kan vara religiös eller borgerlig. Under vigselakten lovar de två varandra ett trohetslöfte, som ofta lyder: "Jag tar dig nu till min hustru/man / att dela glädje och sorg med dig / och vara dig trogen / tills döden skiljer oss åt".
Efter vigseln, som kan vara kyrklig eller borgerlig, ska vigselförrättaren skicka ett intyg till Skatteverket. Genom intyget bekräftar vigselförrättaren att äktenskapet ingåtts. Skatteverket registrerar därefter äktenskapet i folkbokföringsdatabasen.
Till en vigsel som förrättas enligt svensk lag ska följande medtas: 
- Intyg om hindersprövning. I utlandet kan även äktenskapscertifikat behövas.
- Legitimationshandling (i utlandet lämpligen pass); vigselförrättaren är skyldig att kontrollera identiteten på dem som vigs.

Till en kyrklig vigsel enligt Svenska kyrkans regler i Sverige eller utlandet även följande (andra regler kan gälla i andra samfund): 
- Blankett för kyrklig handling/vigsel som beställs i brudens hemförsamling
- Ring, en eller två

Om man vill få en kyrklig välsignelse av ett äktenskap som redan är ingånget (till exempel genom borgerlig vigsel) ska man förutom handlingarna för vigsel även ta med vigselbeviset.
För att en vigsel ska vara juridiskt bindande krävs att förrättaren är behörig (se nedan). Vidare ska parterna vara samtidigt närvarande. Båda parterna ska var för sig svara ja på förrättarens fråga om de vill gifta sig. Därefter ska förrättaren förklara att parterna är makar. Om något av dessa moment inte uppfylls är vigseln inte giltig.
En vigsel kan vara borgerlig eller kyrklig. Borgerliga vigselförrättare förordnas av länsstyrelserna. Kyrkliga vigselförrättare förordnas av Kammarkollegiet. En förutsättning för att en person ska ha få rätt att förrätta vigsel inom ett trossamfund är att trossamfundet dessförinnan fått rätt av Kammarkollegiet att viga.
Kammarkollegiet (och enligt äldre lag Regeringen respektive Kungl. Maj:t) har medgett vigselrätt bland annat till Svenska Kyrkan, vissa protestantiska frikyrkor, Anglikanska kyrkan, Romersk-katolska kyrkan, vissa andra katolska kyrkor, vissa ortodoxa kyrkor, Judiska församlingarnas centralråd, vissa islamska samfund samt Scientologikyrkan. Kammarkollegiet har register dels över vilka trossamfund som har rätt att viga, dels vilka personer som har rätt att förrätta vigslar inom respektive trossamfund.
Förbundet Humanisterna är inget trossamfund men utbildar och förmedlar borgerliga vigselförrättare.
Bland olika kuriösa vigslar kan nämnas Sveriges första luftvigsel, som skedde på flygsträckan Nizza—Tunis, då kyrkoherde Herman Schlyter från S:t Petri församling i Malmö på ett Transair-plan vigde Nils Melborne och Anita Ohlsson. Officianten bytte därför ut "tager jag denna församling" mot "flygförsamling". I vigselformuläret antecknades som vigselort "Ombord på Transairs plan Se-CFB".

## Historik
I äldre tid var det fästningen, som fungerade som en bekräftelse om en trolovnings ingående mellan brud och brudgum den viktigaste handlingen i äktenskapets ingående. Avtalet ingicks mellan brudgum och kvinnans giftoman, vanligen någon av hennes närmare släktingar. En gåva som bekräftelse på avtalet överlämnades vanligen från giftomannen till brudgummen, men gåvan kom senare att i stället överlämnas till kvinnan att medföra till boet. Fästningen firades vanligen med en fästningstämma men krävde normalt ingen kyrklig ritual.
Efter fästningstämman följde "brud-loppet", då gästerna vid fästningstämman följde brudparet till deras nya hem. Här firades fästningsölet.
Tidigt anbefalldes dock en kyrklig välsignelse, som dock vanligen skedde i form av en välsignelseritual i samband med sängledningen. Från och med kyrkoordningen 1571 anbefalldes att fästningen skulle stadfästas av en präst innan den blev giltig. Det vanliga var att det skedde framför kyrkodörren eller i sakristian. Välsignelseakten utanför kyrkdörren följdes vanligen av en brudmässa, vilken dock i nordisk tradition fick liten betydelse.
Den kyrkliga vigseln dök först upp på den europeiska kontinenten. I den första beskrivna ritualen från Frankerriket omkring år 1000 var vigseln ännu en välsignelseakt över det avtal som ingåtts mellan bruden och brudgummens familjer. Först omkring 1300 blev prästens roll den centrala som egentlige fullbordaren av äktenskapet. 1215 infördes genom det fjärde lateranconciliet lysningen för att stärka det kyrkliga inflytandet över äktenskapet.